# Badari
Sauf précision contraire, les dates de cet article sont sous-entendues « avant l'ère commune » (AEC), c'est-à-dire « avant Jésus-Christ ».

Badari dans le contexte régional

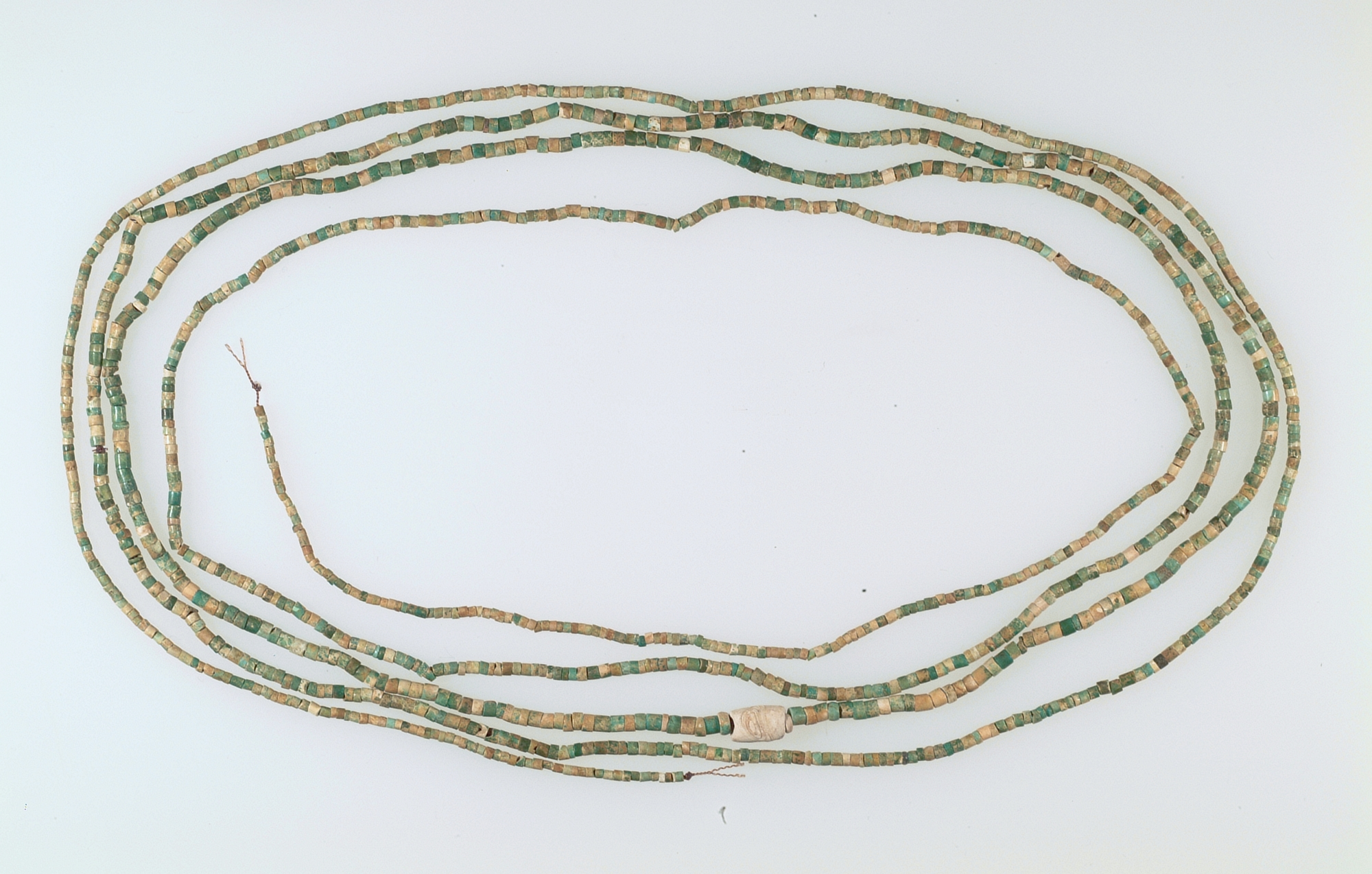
Perles de stéatite glaçurée, coquillage. 4000 – 3800 AEC Metropolitan Museum of Art

Badari est un site archéologique de Moyenne-Égypte, situé dans le gouvernorat d'Assiout, sur la rive est du Nil. Le site donne son nom à une culture néolithique, le Badarien, une des cultures du Prédynastique ancien, aux bornes chronologiques discutées (5500 - 3800 AEC), qui s'est développée surtout entre 4400 et 4000 (ou 4300 - 3800) avant notre ère. Elle est très proche de la culture tassienne (issue du site de Der Tasa), toutes deux sur la rive est du Nil, en Moyenne-Égypte.

## Contexte
Le site de Badari a été fouillé pour la première fois par Guy Brunton et Gertrude Caton-Thompson entre 1922 and 1931. Badari est un lieu où convergent des apports culturels multiples, venant du nord-est, du sud et de l’ouest. Le Ouadi Hammamat semble avoir été une voie privilégiée des contacts avec le nord-est, par la mer Rouge.
Le site de Der Tasa (ou Deir Tasa), au nord de Badari, paraît plus influencé par les cultures du nord de la vallée du Nil. On a dénommé cette culture sous le nom de « Tasien ». Elle s'est développée des deux côtés du Nil, dans ce qui est aujourd'hui un désert, à l'Est comme à l'Ouest. Cette culture parait aussi légèrement plus ancienne que le Badarien.
Badari est situé à environ 300 km au nord du site de Nagada, lequel a donné son nom à la culture de Nagada (3900 - 3150) qui se développe après la culture de Badari.

## Mode de subsistance
La population de Badari pratiquait une petite agriculture et stockait ses récoltes en fosses. Elle était relativement mobile, pratiquant principalement l'élevage et la chasse.
À Badari, le contenu des céramiques funéraires atteste une pratique agricole avec prédominance des espèces sauvages par rapport aux espèces cultivées (blé, orge), avec un riche outillage de faucilles de silex. Chasse et pêche sont abondamment pratiquées.
La région saharienne commence à ressentir les premières vagues de sécheresse vers 3900 AEC.

## Sépultures
La culture de Badari compte un ensemble de nécropoles qui s'étendent sur une trentaine de kilomètres le long de la rive est du Nil (Badari, Hemamieh - ou Al Hamameyah, à 8 km au sud de Badari).
Le site de Badari a laissé peu de traces d’habitat. Seules des huttes ovales de structures légères ont été trouvées. Par contre, il a livré des centaines de tombes, évoluant de la tombe à fosse ovale à la fosse rectangulaire, souvent des inhumations multiples de deux ou trois individus ensevelis en position contractée, tapissées en vannerie, pouvant contenir un mobilier funéraire important, notamment en poterie d’offrande.

## Céramique
La belle qualité de la céramique caractérise le « badarien » : en particulier une poterie rouge ou brune polie, dont la partie supérieure est noire. On rencontre aussi une poterie claire, parfois décorée (motifs en clair : géométriques ou, rarement, figuratifs). À propos de cette céramique bicolore, la pratique des potiers aurait consisté, après avoir poli la surface de l'argile, en une cuisson en réduction, qui s'effectue en plaçant l'objet retourné dans la cendre. Cette méthode donne un aspect noir à la terre cuite. Ce principe, qui est démontré pour la céramique de Nagada I (3900 - 3500), s'appliquait donc déjà pour la culture de Badari (5500 - 4000) et a perduré en Nubie koushite, dans la culture Kerma (2450 - 1480), depuis le Kerma ancien jusqu'au Kerma classique.
On voit aussi apparaitre des jarres semblables à celles que l'on trouve au Nagada I, en terre cuite peinte, avec le motif du bateau à l'engobe rouge, ce qui est un indice supplémentaire, s'il en fallait, des relations entre les deux cultures. On trouve aussi une céramique noire cuite en réduction, « peignée » avec un effet de légère « ondulation ». 

## Autres objets
À la céramique s'ajoute l’artisanat du cuir, de l’os, de l’ivoire et le travail de la pierre (palettes à fard en schiste, broyeurs, colliers de perles en cornaline, jaspe, albâtre, brèche et calcite). La présence de perles de cuivre et de turquoise est notable. En ronde-bosse sont réalisées des figurines féminines en terre cuite ou ivoire, parfois aussi des figures animales.
Plusieurs musées européens possèdent des objets de cette époque, dont la plus grande collection est probablement celle du Musée Petrie d'archéologie égyptienne de l’University College de Londres. Parmi ceux-ci, on trouve une statuette de femme nue.

## Échanges
La richesse du matériel badarien pourrait indiquer des relations avec des régions plus ou moins proches. Ainsi, le cuivre serait issu du Sinaï ou du désert oriental, avec, peut-être, des relations plus éloignées, comme la Mésopotamie[réf. souhaitée] pour des perles de stéatite émaillée (Metropolitan Museum of Art). La céramique rouge à bord noir laisse supposer des contacts avec le Nil soudanais (Néolithique de Khartoum). L’industrie lithique, quant à elle, s’apparente plutôt au modèle saharien.

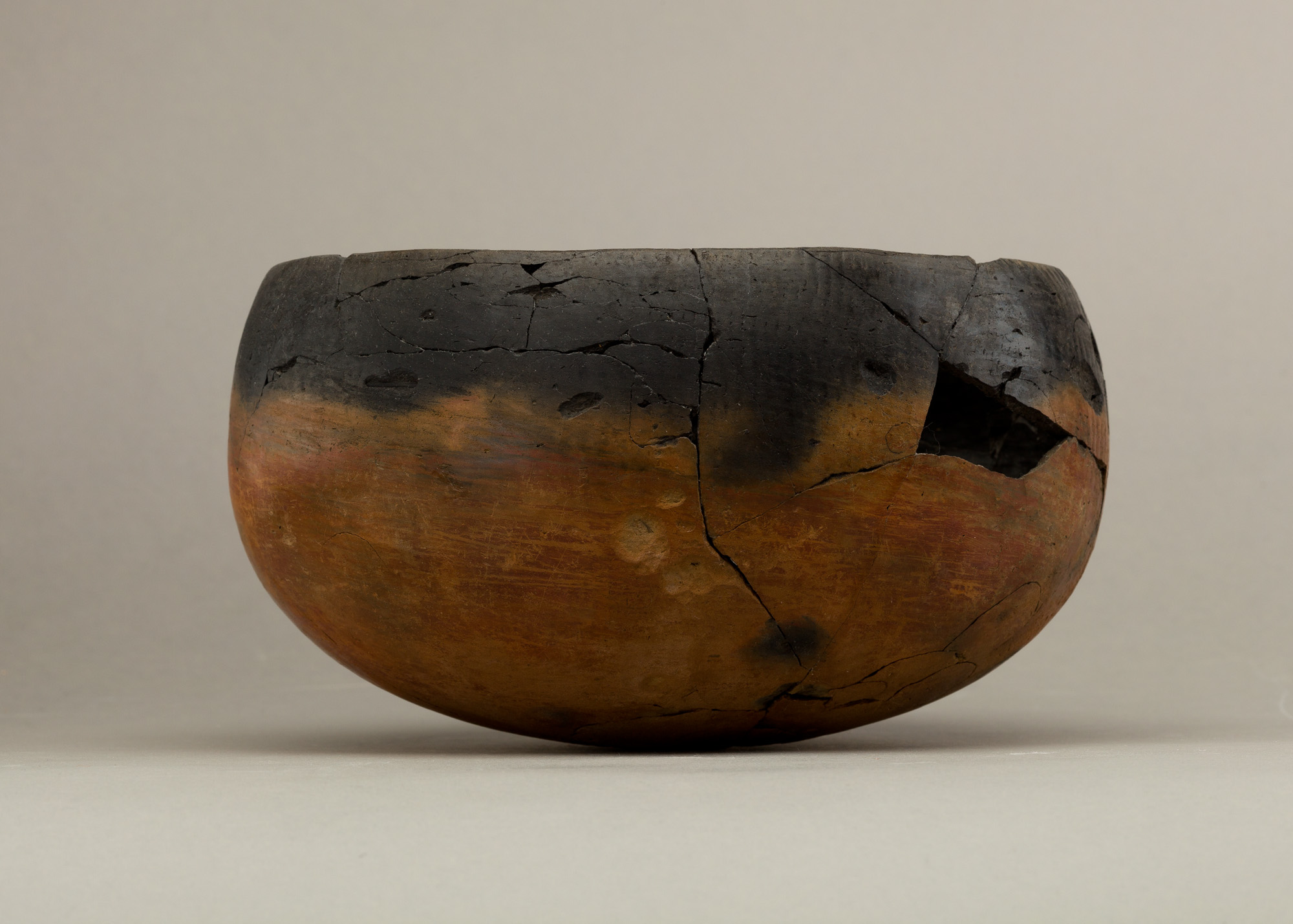
Bol. 4400 – 3800 AEC. Metropolitan Museum of Art
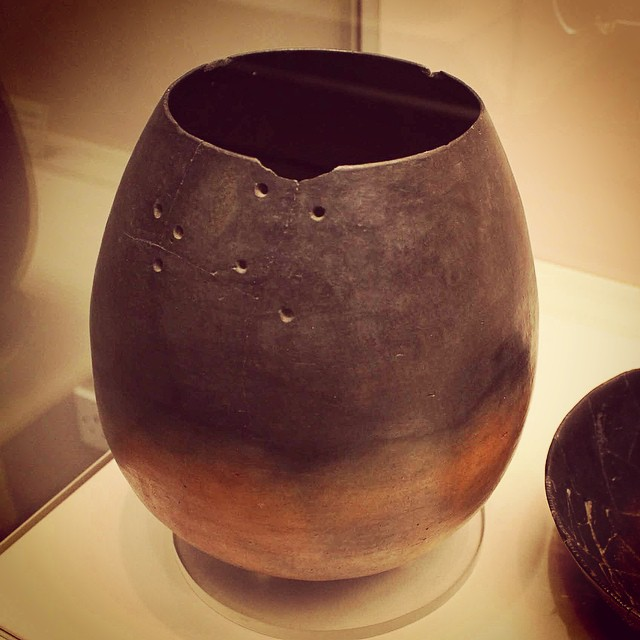
Jarre à trous. British Museum
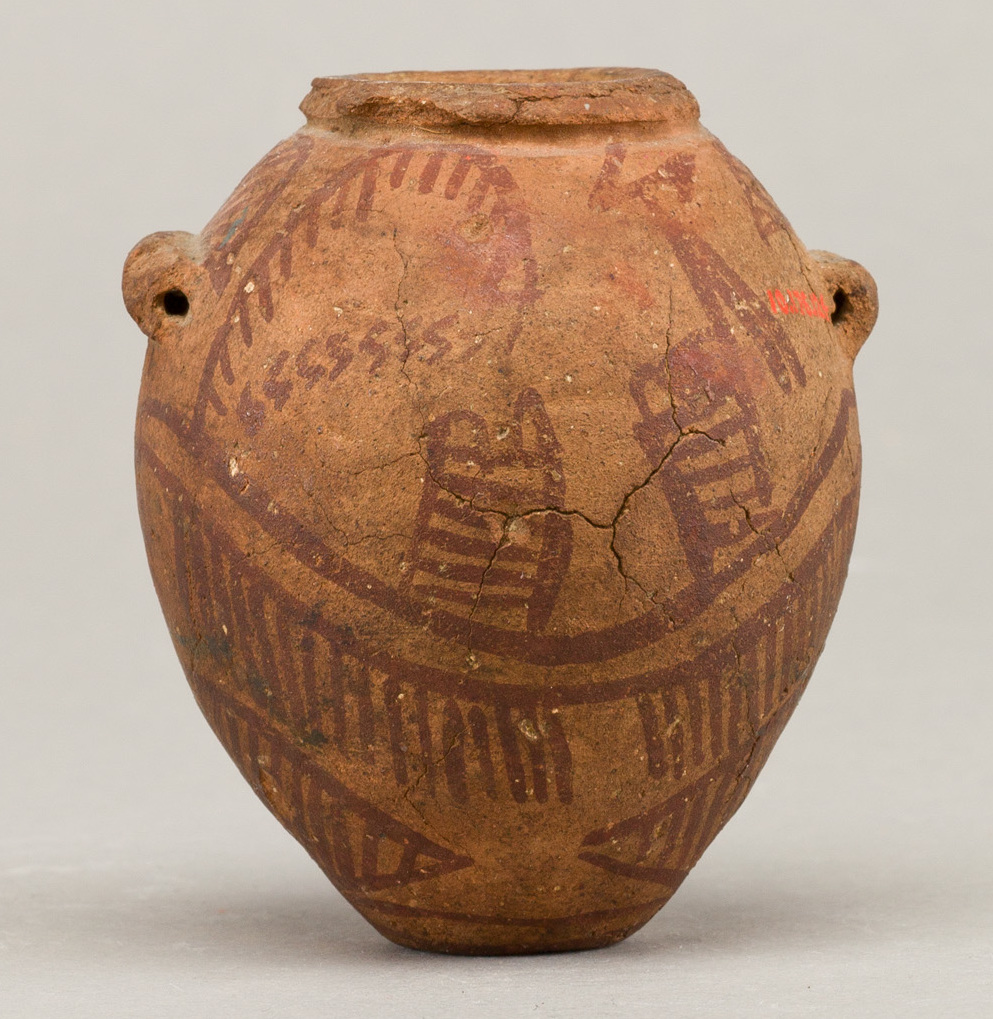
Jarre à décor de bateaux. 4400 – 3800 AEC. Metropolitan Museum of Art
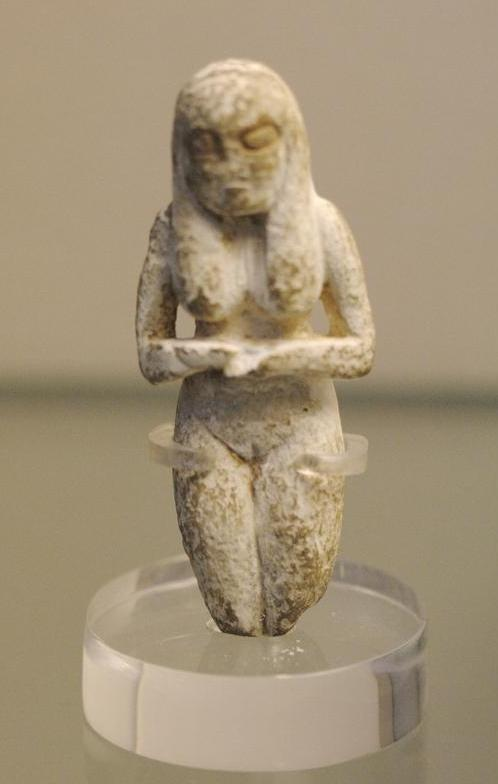
Statuette de femme. Badari. British Museum
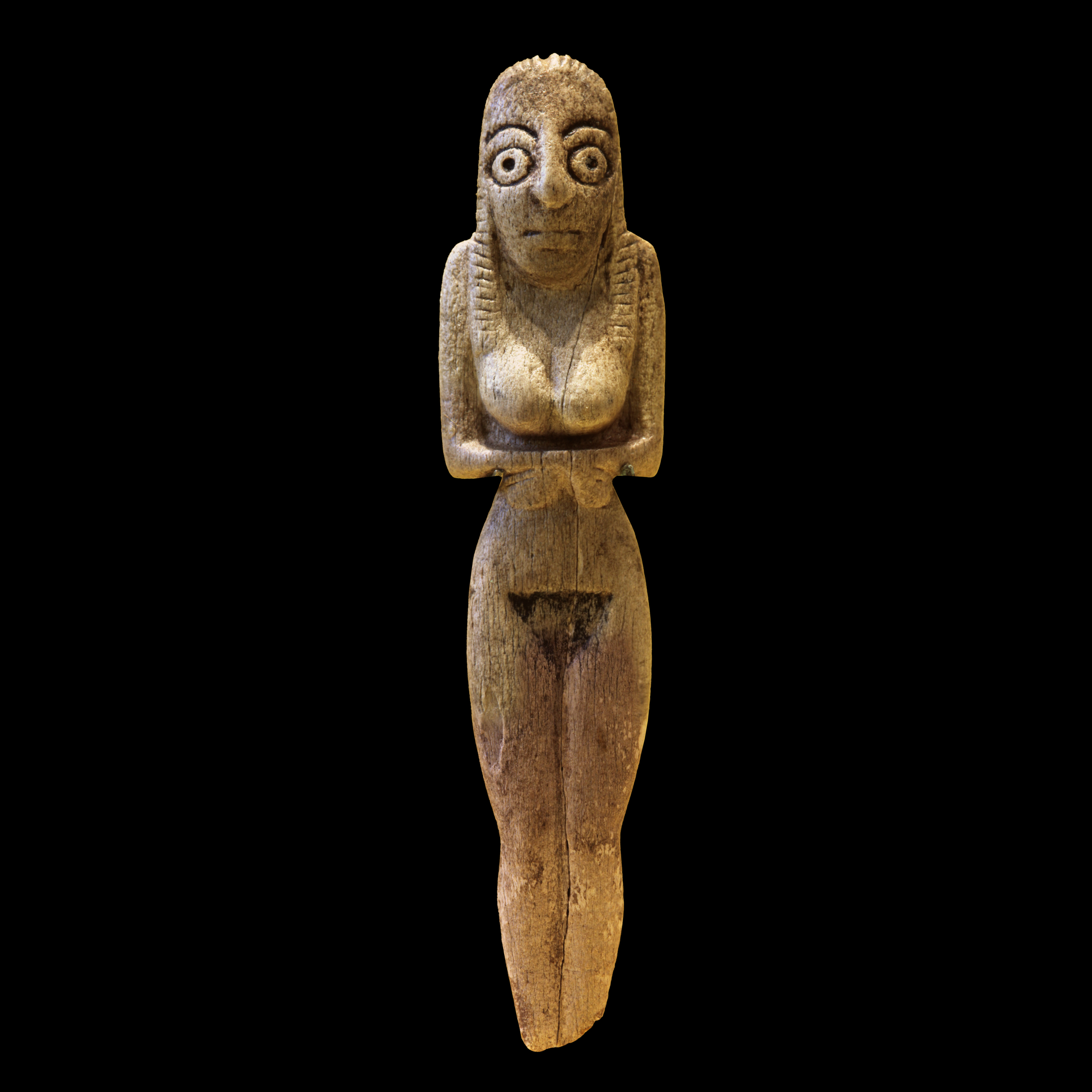
Statuette de femme. Badari ou Nagada I. Ivoire ? H = 8,7 cm. Musée du Louvre

## Dans la fiction
- Une nuit interminable, nouvelle de science-fiction de Pierre Boulle.